# Dương Quang Đông
Dương Quang Đông (2 tháng 5 năm 1902 – 10 tháng 5 năm 2003) là một nhà cách mạng người Việt Nam, nguyên Bí thư Xứ ủy Nam Kỳ.

## Cuộc đời
Dương Quang Đông, còn gọi là "Năm Đông", sinh ngày 2 tháng 5 năm 1902 trong một gia đình trung nông tại ấp Mỹ Cẩm, xã Mỹ Hòa, huyện Cầu Ngang, tỉnh Trà Vinh. Cha ông là Dương Quang Bắc, từng là một trong những nghĩa binh của cuộc khởi nghĩa Trần Văn Đề chống lại thực dân Pháp ở miền Tây. Sau khi khởi nghĩa thất bại, ông Bắc về quê nhà làm vườn và làm nghề bốc thuốc. Sau khi học xong lớp ba, Dương Quang Đông được gia đình đưa lên Sài Gòn theo học Trường Phan Xích Hồng. Năm 1916, ông vượt qua cấp tiểu học và học lên bậc thành chung tại Trường Huỳnh Khương Ninh thuộc khu vực Đa Kao, Sài Gòn. Năm 1920, ông là người đầu tiên tham gia Công hội đỏ do Tôn Đức Thắng thành lập. Năm 2003, ông mất ở tuổi 101.

## Gia đình
- Cha: Dương Quang Bắc
- Anh chị em:
  - Anh cả: Dương Quang Nam
  - Em trai: Dương Quang Tây
  - Em gái: Dương Thị Hòa
- Con rể: Bùi Thanh Liêm, Thiếu tá phi công Không quân nhân dân Việt Nam, một phi hành gia dự bị cho chuyến bay Soyuz 37 trong chương trình "Interkosmos" của Liên Xô năm 1980.